# ラート

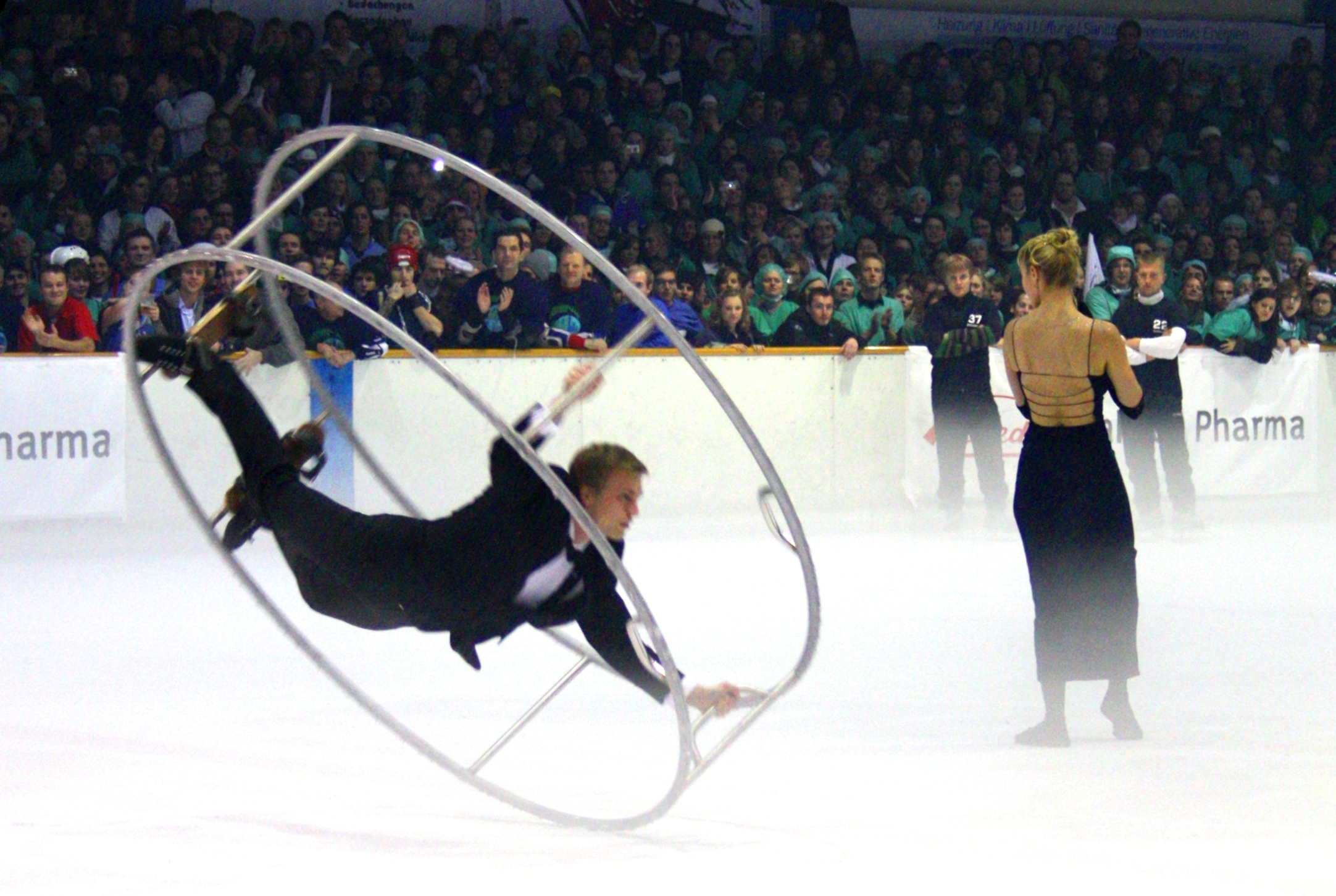
氷上のルーンラート

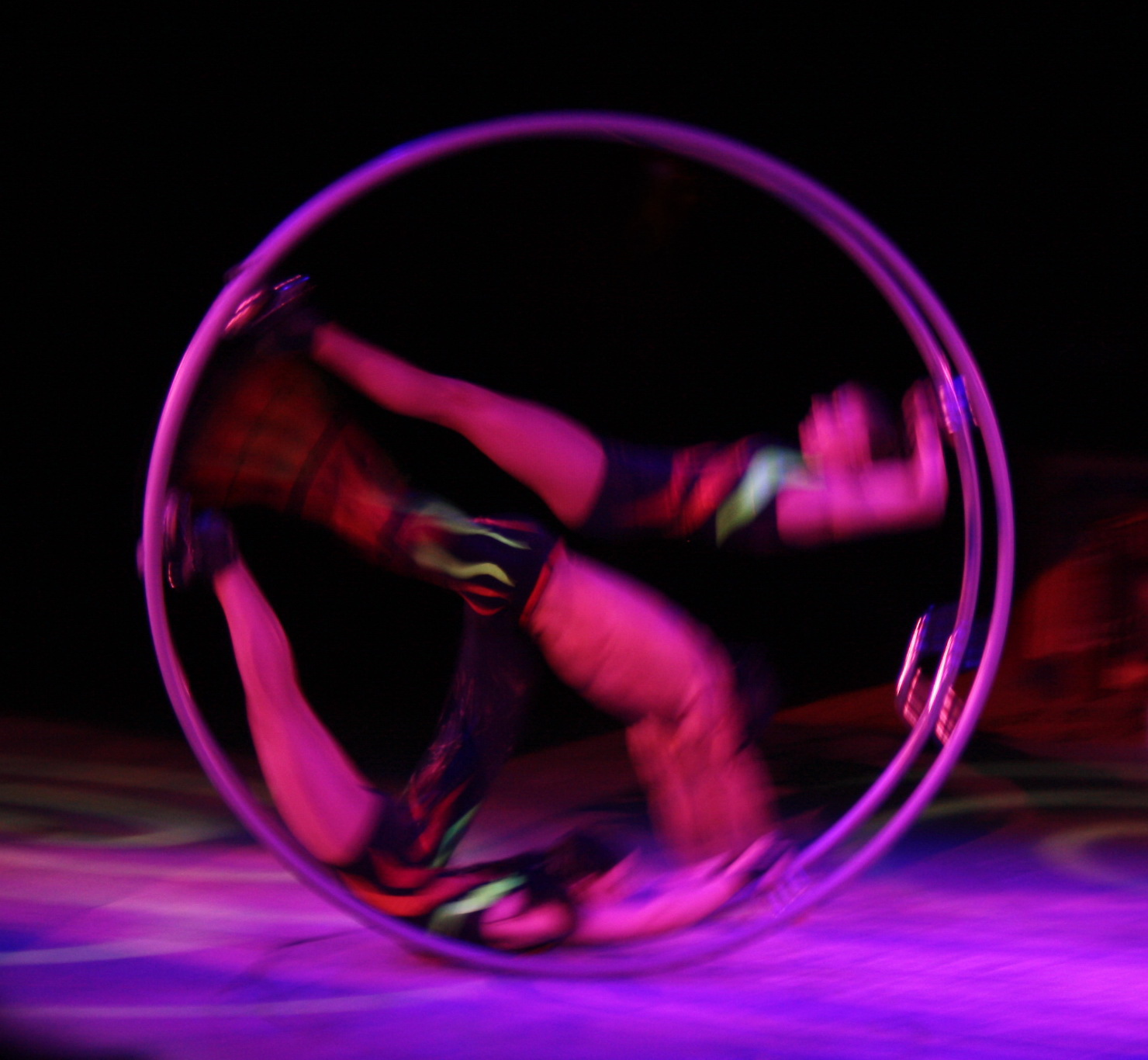

ラート（独: Rhönrad）は、ドイツ発祥のスポーツで、2本の鉄の輪を平行につないだ器具を用いて、様々な体操を行う競技である。

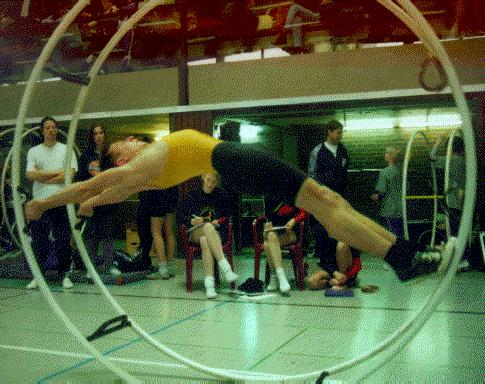
ルーンラート

## 歴史
ラートは、ドイツの オットー・ファイク（Otto Feick） が、1925年に「子供の遊び道具」として考案した。正式には、ルーンラート （Rhönrad） と呼び（ルーン地方で考えられた輪という意味）日本では発音の難しさを避け、「ラート」と呼んでいる。ラートは遊具として、また競技としてドイツを中心に普及、発展してきている。第二次世界大戦により活動が中断されていたが、西ドイツで1960年に競技会が行われ、その後はドイツ体操連盟の傘下のもと、組織的な活動が続けられている。日本では第二次世界大戦時に「フープ（操転器）」として航空操縦士養成の訓練活動に用いられていたが、大戦後は一切姿を消した。その後、1989年、当時東海大学の講師であった長谷川聖修氏（現筑波大学教授）が留学先のドイツから持ち帰り、ニュースポーツとして再び普及活動が始まった。現在は、子ども達から障害を持つ人まで誰もが楽しむことのできる生涯スポーツとして、また、国際大会で活躍する選手達の競技スポーツとして幅広く親しまれている。また、サーカスの大道芸の演目として「ジャーマンホイール」や「ゲルマンホイール」の名前で演じられる事もある。世界選手権の際、英語表記ではWheel Gymnasticsと訳される。

## 用具

### 本体

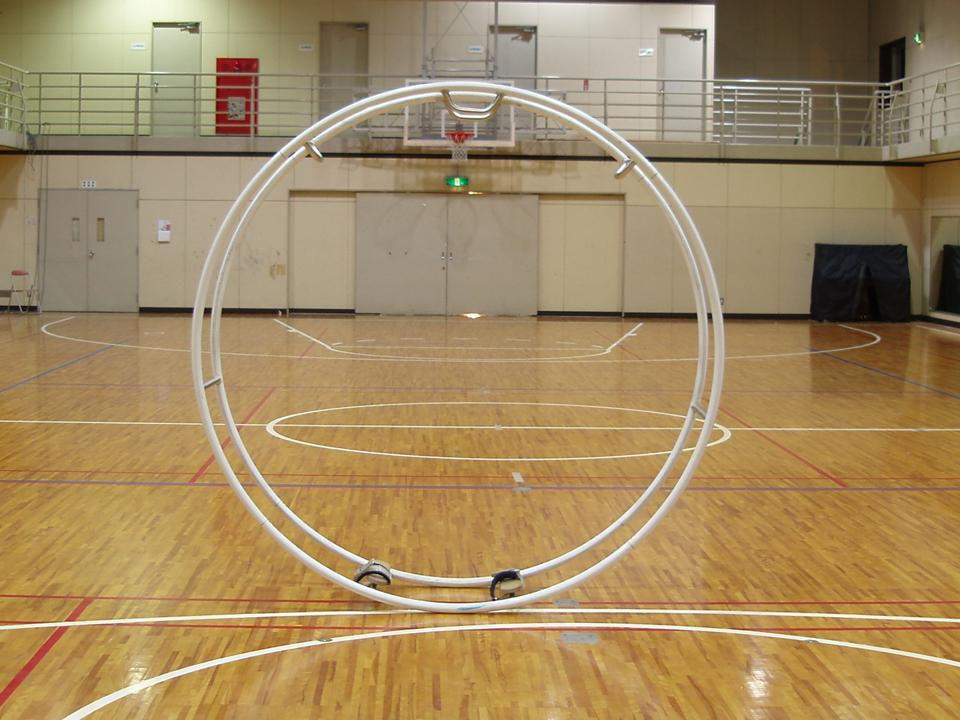
ラート本体

鉄製の大きな輪をラバーで覆い、それを2つ平行につけた運動器具がラートである。使用者の身長によって用具の大きさは変わるが、一般的には使用者の身長より30～40 cm程大きいサイズが最適である。大きく分けると日本製とドイツ製の2つがあり、前者は比較的軽量で操作性に富み、運搬も容易であるが、安定性に劣る。後者は重量があり安定性に優れているが、輸入に頼るため購入に時間を要する。
また、ラートは運搬しやすいよう分割できる。タイプは4分割と2分割の2つがあり、4分割はコンパクトにラートを運搬することができる。その反面、本体そのものの強度は若干2分割タイプに劣る。

### ベルト

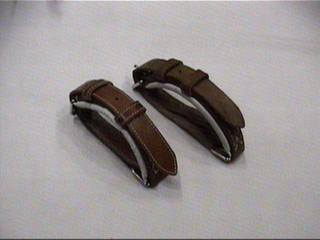
通常ベルト

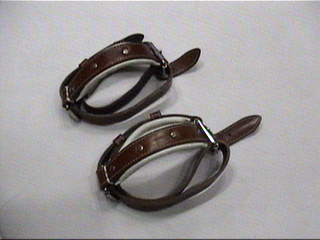
補助ベルト

正式にはビンディングといい、運動時に両足を固定する際に必要となる。使用者の身長に関係無く、1つ揃えれば様々な大きさのラートでも対応できる。また、かかとつきの補助ビンディングもあり、これは学校や養護施設などで多く利用されている。足の甲とかかとの両方を固定するため、ビンディングよりも安定感があり、より安全である。
2007年2月末現在では皮仕様と布仕様の2種類が存在しており、以前は皮仕様のものが多く用いられていたが、最近では布仕様も普及してきている。皮の方が安価で初期の導入には適していたためであるが、競技や体験活動を行う際には布の方が足首に負荷を与えないため、競技会出場者の中で徐々に人気が出てきたことが影響している。

## 競技種目
競技には直転、斜転、跳躍の計3種目がある。以前跳躍は跳び越しと呼ばれていたが、2006年に名称変更された。全日本選手権においては、直転と斜転は構成点1.0点と難度点5.2点、及び実施点5.点の計11.2点満点からの減点方式で採点され、跳躍は技の難度によって満点が異なる。世界選手権においては、直転は難度点5.0点、音楽点4.0点、実施及び構成点4.0点の計13.0点満点、斜転は難度点6.6点、構成点1.0点、実施点5.0点の12.6点満点、跳躍は技の難度によって満点が異なる。

### 直転

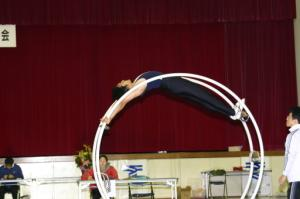
直転

2本の輪を使って回転する種目が直転である。その中で最も基本的な動きで最初に行う技が側転と呼ばれるものである。両足をベルトでしっかりと固定し、手でバーグリップを握り、身体がラートから落ちないよう固定する。安全を確認した後左右にラートを1回転させる。まずこの技でラートの重心移動や逆さの感覚を体験することが出来る。これは誰にでも簡単に体験することが可能なため、初期の導入に用いられる。
基本動作は側転の他、片手側転やフリーフライ（手離し側転）があり、これらは中心系に分類される。中心系の他には周辺系と呼ばれる分類がある。一般的には中心系の技を幾つか練習した後に周辺系を練習することが多い。

### 斜転
ラートを傾けて1本の輪のみで回転する種目が斜転である。基本動作には、大きく分けると傾斜角度が30度未満の小斜転と、傾斜角度が60度以上の大斜転がある。直転の動作にある程度慣れてきたら行うのが斜転であるが、バランス感覚を養うことが難しく、特に女子の競技人口が少ない。補助者がいる時に練習することが望ましい。

### 跳躍

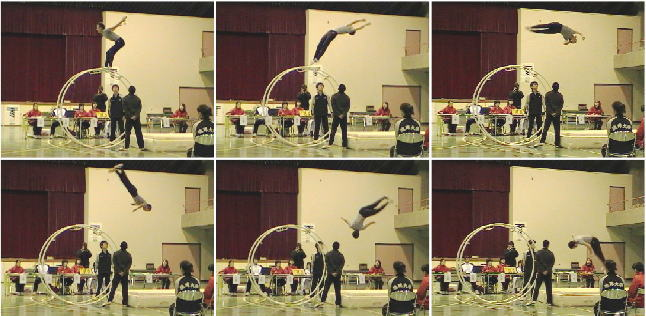
跳躍(非常に珍しい技)

ラートを転がし、その上を跳び越える種目が跳躍である。最もポピュラーな基本動作は開脚座り跳びである。体操の跳び箱に似ている。まずラートを転がす。ある程度ラートが自分から離れたら、助走を始め、加速する。ラートに追いついたら両手でしっかりとラートを掴み、開脚と同時に飛び乗る。ラートにはしっかりと座る。ラートの頂点まで達したら、ラートを掴んでいる手を後ろへ掴み直す。頂点を過ぎると再びラートが加速し始めるので、着地出来る位置まで進んだら手でラートを後方へ強く押し出すように突き放す。着地マットを用意することが望ましい。また、自分の身長よりも大きいサイズのラートを飛び越すのは難しいので、最初はなるべく小さなラートで練習し、徐々に大きなラートにしていくのが良い。

## 公式大会
国内で開催されている主な大会は2つである。1つは日本ラート協会が主催する全日本ラート競技選手権大会であり、もう1つは学生を中心とした実行委員会が主催する全日本学生ラート競技選手権大会である。また、世界大会として世界ラート競技選手権大会と世界チームカップが開催されている。

### 世界選手権
正式名称は世界ラート競技選手権大会。日本国外で2年に1度開催されている。参加国は多岐に渡り、中でも特にドイツが強く、第9回大会まで日本はドイツに次ぐ成績を収めていた。しかし、2013年の第10回大会においては、男子シニア部門で髙橋靖彦が個人総合部門で日本人として初優勝を果たした。それまで個人総合部門は男女を通じてドイツ人選手しか優勝したことが無く、ラート競技において歴史的な快挙であった。また、種目別では、男子シニア跳躍部門で髙橋靖彦、同斜転部門で田村元延、同直転部門で江塚和哉が優勝し、男子の金メダルを日本人が独占した。団体戦には、上記3人とシニア女子直転部門で3位に入った堀口文が出場し、優勝したドイツ（52.75点）に僅か0.2点差（52.55点）という史上稀に見る接戦を演じた。
2013年度第10回世界ラート競技選手権大会　男子シニア決勝結果(個人総合・跳躍・斜転・直転)
| 順位 | 【個人総合】 | 【個人総合】 | 得点  |                  | 【跳躍】     | 【跳躍】 | 得点       |          | 【斜転】 | 【斜転】         | 得点         |       | 【直転】 | 【直転】 | 得点 |
| 金   | 髙橋靖彦     | 日本         | 31.75 | 髙橋靖彦         | 日本         | 10.60    | 田村元延   | 日本     | 9.70     | 江塚和哉         | 日本         | 12.45 |          |          |      |
| 銀   | 田村元延     | 日本         | 30.80 | Vincent klimo    | オーストリア | 8.60     | Boy loosen | オランダ | 9.40     | Boy loosen       | オランダ     | 11.65 |          |          |      |
| 銅   | Boy loosen   | オランダ     | 29.65 | Cristoph clausen | ドイツ       | 8.00     | 髙橋靖彦   | 日本     | 9.35     | Alexander mullar | オーストリア | 11.65 |          |          |      |

2013年度第10回世界ラート競技選手権大会　女子シニア決勝結果(個人総合・跳躍・斜転・直転)
| 順位 | 国     | 得点  |
| ---- | ------ | ----- |
| 金   | ドイツ | 55.75 |
| 銀   | 日本   | 55.55 |
| 銅   | スイス | 49.85 |

2015年にイタリア・リニャーノで開催された第11回世界選手権では、男子個人総合において髙橋靖彦選手が2連覇を達成し、種目別跳躍、種目別直転においても優勝を果たし、種目別斜転で3位入賞を果たした。男子個人総合においては、田村元延選手も3位入賞を果たした。団体戦はドイツに次ぐ2位であった。

### 世界チームカップ
世界選手権と隔年で開催されている大会。前年の世界選手権の団体戦上位4カ国が出場する。出場選手数は各国4選手。演技種目は直転2、斜転2、跳躍1、そして自由選択1の計6演技である。試合形式は独特でラウンド制で行なわれる。1ラウンドにつき、各国が抽選で決められた1つの演技をし、得点の高い方から1位が4点、2位が3点、3位が2点、4位が1点を得る。6ラウンドの合計が高かったチームが最終的に勝者となる。さらに、各国には1演技だけ得点が2倍になるジョーカーカードを使う権利がある。ジョーカーカードは、持ち点の高い直転の演技に使われる場合が多い。
日本チームは第1回大会から出場し、2014年にドイツ・ベルリンで開催された第7回大会にも出場した。2014年大会の日本チームは、選手が森大輔、髙橋靖彦、堀口文、松浦佑希の4名、コーチが吉永直嗣、宗遼平の2名、国際審判員として本谷聡、サポーターとして小出奈実の8名であった。
試合では、第1ラウンドでジョーカーを使ったオランダが先行し、スイス、ドイツ、日本が追う形となった。前半の第3ラウンドが終わった段階で日本は最下位であったが、第4ラウンドで堀口選手が会心の演技で8ポイントを獲得し2位に浮上した。第5ラウンドでは、ドイツ選手の直転を森大輔選手の斜転が上回り、2位をキープすることに成功した。最終6ラウンドを残し、4カ国共に優勝の可能性を残す程、稀に見る僅差の争いが続いていた。6ラウンドは各国共に直転の演技を選択し、日本からは髙橋靖彦選手が、ドイツからは女子の世界チャンピオンの選手が満を持してジョーカーとして登場した。実力的に、2人の一騎討ちであった。結果は先に演技したドイツ選手を髙橋靖彦選手が僅かに上回り、日本の初優勝が決まった（2013年の世界選手権においても、この2人は両国の最終演技者であり、その時はドイツが僅かの差で逆転優勝を果たしている。今大会では見事に雪辱を果たしたと言える）。最終順位において、2位にドイツ、オランダ、スイスが並ぶという大接戦であった。
| 第1ラウンド | 髙橋靖彦 | 斜転 | 08.90点 | 2ポイント               | 計02ポイント | 3位 |
| 第2ラウンド | 松浦佑希 | 直転 | 08.60点 | 1ポイント               | 計03ポイント | 4位 |
| 第3ラウンド | 髙橋靖彦 | 跳躍 | 10.50点 | 3ポイント               | 計06ポイント | 4位 |
| 第4ラウンド | 堀口文   | 直転 | 11.10点 | 8ポイント（ジョーカー） | 計14ポイント | 2位 |
| 第5ラウンド | 森大輔   | 斜転 | 10.20点 | 3ポイント               | 計17ポイント | 2位 |
| 第6ラウンド | 髙橋靖彦 | 直転 | 11.50点 | 4ポイント               | 計21ポイント | 1位 |

### 全国大会
正式名称は全日本ラート競技選手権大会。1995年から毎年11月〜12月の時期に開催されている。出場条件は2つあり、1つは日本ラート協会会員であることと、もうひとつは出場する種目において級検定3級以上の取得が義務付けられている。

### インカレ
正式名称は全日本学生ラート競技選手権大会。通称は「ラートインカレ」。2005年度より開催。
各年度の開催地は、以下の通り。
- 第一回　2005年度　洞峰公園体育館（茨城県つくば市）
- 第二回　2006年度　洞峰公園体育館（茨城県つくば市）
- 第三回　2007年度　つくばカピオアリーナ（茨城県つくば市）
- 第四回　2008年度　東海大学開発工学部体育館（静岡県沼津市）
- 第五回　2009年度　つくばカピオアリーナ（茨城県つくば市）
- 第六回　2010年度　東海大学開発工学部体育館（静岡県沼津市）
- 第七回　2011年度　茨城県立中央青年の家（茨城県土浦市）
- 第八回　2012年度　中京大学豊田キャンパス体育館（愛知県豊田市）
- 第九回　2013年度　松本大学体育館（長野県松本市）
- 第十回　2014年度　つくば市桜総合体育館（茨城県つくば市）
- 第十一回　2015年度　琉球大学体育館（沖縄県那覇市）

毎年学生が夏期休暇である8月または9月に開催されている。
参加資格は、学生（大学生・短期大学生・大学院生・高等専門学校生・専門学校生を含む）であること、初参加の年度の始期から満4年を経過していないこと、日本ラート協会会員であることの以上3点である。
ラートインカレは第1回大会から、規定演技の部を予選とし自由演技の部を決勝とする試合形式を取っている。
規定演技の部において選手は、後述される「級」におけるいずれかの演技を選択しなくてはならない。ただし、跳躍には級が存在しないため、4つの技（開脚座り跳び、閉脚かかえこみ跳び、伸身跳び、開脚座り支持転回跳び）のいずれかを選択しなければならない。
自由演技の部は、規定演技の部の個人戦における各種目上位8位までの者が出場資格を有する。

## 認定資格
(級の詳細はラート級一覧に掲載)
日本ラート協会が認定する資格には、直転5～1級及び斜転5～1級がある。直転5級が最も取得しやすく、日本ラート協会主催の講習会（3日間）を受講することで、最終日の検定に概ね合格できる。なお、2006年度第12回全日本ラート競技選手権大会より、出場には直転・斜転とも3級以上の級認定が必要となっている。更に、2007年度より男子跳躍では8.0点以上、女子跳躍では7.0点以上の演技のみ採点対象となった。
直転直転5級（易）～1級（難）（全日本ラート競技選手権大会出場には3級以上の級認定が必要）
斜転斜転5級（易）～1級（難）（全日本ラート競技選手権大会出場には3級以上の級認定が必要）
跳躍跳躍に関しては資格制度が無く、全日本ラート競技選手権大会では7.00点満点以上の演技のみ採点される。
尚、全日本学生ラート競技選手権大会では規定演技の部において級を採用している。
注意事項
級の認定は日本ラート協会が指定する検定員によって行われる。認定には検定料が必要であり、級の難易度に関わらず一律である。認定に際しては、認定を受けようとする者が実際に実施し、その規定演技の精度に応じて合否が判定される。大減点があった場合の認定は原則として認められていない。中減点、及び小減点は一部過度の失敗を除き許容されている。認定を受ける際の補助者による補助、またアドバイスは認められていない。

## 放映・掲載
テレビ
- 日本テレビ「ロンブー龍[注 1]」「ズームインSUPER」「世界まる見え!テレビ特捜部」
- 毎日放送「世界ウルルン滞在記」
- テレビ東京「心配さん」「たけしの誰でもピカソ」など

(2006年4月1日～2007年3月31日)
書籍・ネット
- ペナルティーのマイナースポーツ体験記（日本代表になろう!）
- JOB NAP
- アーバンアスリート
- タウンニュースなど

(2006年4月1日～2007年3月31日)